# Kuklen
Kuklen (in bulgaro Куклен?) è un comune bulgaro situato nella Regione di Plovdiv di 7 367 abitanti (dati 2009). La sede comunale è nella località omonima.

## Località
Il comune è formato dall'insieme delle seguenti località:
- Kuklen (sede comunale)
- Car Kalojan
- Gălăbovo
- Dobralăk
- Javrovo
- Ruen